# Chrysopogon borneensis
Chrysopogon borneensis är en gräsart som beskrevs av Johannes Jan Theodoor Henrard. Chrysopogon borneensis ingår i släktet Chrysopogon och familjen gräs. Inga underarter finns listade i Catalogue of Life.